# 捕手

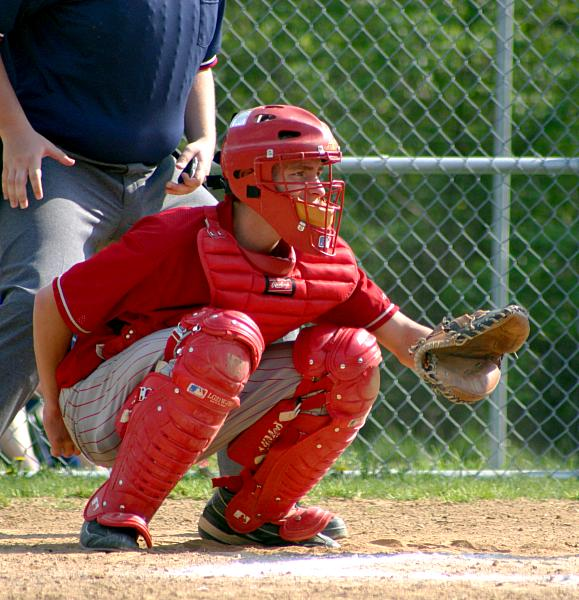
捕手

捕手（ほしゅ）または、キャッチャー（英語: catcher）とは、野球やソフトボールにおいて投手の投球を受ける役割の選手である。 また、その中で肩の強い選手のことを強肩という。守備番号は2。英略字はC（catcherから）。常にスターティングメンバー入りする捕手は特に正捕手（せいほしゅ）と呼ばれる。正捕手以外は全員「控え捕手」。
慣用句的に投手を支えるという意味から「女房役」と呼ばれ、その連想から正捕手のことは「正妻」、または守備位置から「扇の要」や「司令塔」と表現される事もある。なお、捕手が野手に含まれるのは広義の場合に限られている。
クリケットではウィケットの前を陣取ることからウィケットキーパーまたはキーパーと呼ばれる。

## 概要
捕手以外の野手は投手が投げるまではフェアグラウンド上に守備位置を取ることと定められているが、捕手は野手の中で唯一ファウルグラウンドに守備位置が定められており、投手や野手とは逆の方向を向いて守備する。投手が投球動作を始め、その手からボールが離れるまで、捕手はファウルグラウンドに設けられたキャッチャーボックスに位置している必要がある。
捕手が他の野手と比較して大きく異なる点の一つに、マスクやチェストプロテクター、レガースなど防具を身に付け、投球を受けるために専用のキャッチャーミットを着用する点が挙げられる。これは、投球（ときとして投手の暴投）やファウルチップなどが身体に当たった際の怪我を防ぐためである。また慣用句的に「捕手として試合に出場すること」を「マスクを被る」、ないしは単に「マスク」と呼ぶこともある。防具を装備しているとはいえ、ファウルチップやクロスプレーで故障する可能性が高いポジションである。また、「投手の的」としての役割があることから、大柄でがっちりとした体形の選手が務めることが多い。コリジョンルールの導入により捕手と走者が接触する危険性はかなり下がったが、それでも脳震盪などの故障を負うこともある。

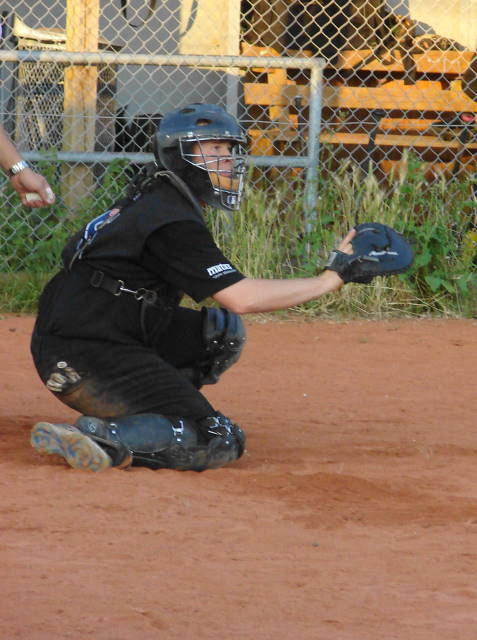
ソフトボールにおける左投げの捕手

通常は右投げの選手が起用されるポジションであり、左投げの捕手は極めて稀である。これは「野球は競技人口に右打者が多いため、左投げでは二塁や三塁への送球時に打者が邪魔になり送球しにくく、特に三塁送球時は体をひねる無理な体勢となるため送球に支障がでる」「本塁へ帰ってくる走者との交錯時に利き腕である左腕側から走者が突入してくるため、タッチが遅れる上に故障の危険を伴う」「送球のために半身になると一塁側が見づらい 」などの理由に加え、そもそも「肩が強く、ピッチングが組み立てられるだけの資質がある左投げの選手」はまずは投手として育成される例がほとんどであり、小中学校の段階で左投げ捕手の道はほぼ断たれるのが現状であるからである。用具面でも「左投げ用のキャッチャーミットには既製品が無く特注になる」「チェストプロテクターの多くが右肩部分は可動だが左肩部分は固定されている」など、障壁となっている。なおソフトボールではクロスプレーや盗塁が禁止されているため、左投げの捕手でも支障は無い。
ベンチ入りする捕手の数は少なく、一般に2人から3人である。ただし、どの試合でもベンチ入り捕手を全て使うようなことは稀である。前述の通り、専門的な技術を要するために他の野手にはなかなか務まるものではなく、負傷退場などの最悪の事態に備えて最低1人は交代要員を残しておくためである。一方で、控え捕手までもが負傷退場するなどして守備につける捕手がいなくなった場合に備えて、本来は捕手ではないが過去に捕手の経験のある選手が、試合前などに捕手としての練習をするケースもある。新田玄気、横山徹也など、チーム内の大半の捕手が負傷により出場できなくなった際に守備要員として一時的に現役復帰する例もある。日米野球のようなエキシビションでは最後に出場した捕手が負傷退場してしまった場合に、すでにベンチに退いた捕手が再出場できる規定が設けられることがある。
特殊な例としては中嶋聡のように長期間に渡ってほぼコーチ専任のような実態で一軍に帯同しながら、緊急一軍昇格に備えた「保険」として選手登録されていた例がある。これは、日本ハムの一軍と二軍の本拠地がかけ離れた距離にあり、たとえ捕手を緊急で一軍昇格させる必要があっても地理的に困難なためであった。中嶋の現役終盤当時、北海道新幹線が道南まで開通する前であったため猶更であった。
ブルペンで投手の投球練習を補佐する専門の捕手をブルペン捕手という。
プロ野球選手において新人捕手が1年目からレギュラーになりづらい理由として里崎智也は、1軍投手2、3人の事だけ知っておけば取り敢えず正捕手として成り立つ高校野球と異なり、チーム全体にいる約30人の同僚投手の特徴・情報を把握してそれらの選手とコミュニケーションを取っておかなければならないこと、シーズン途中に入団して来た外国人投手の球をいきなり受けるなど初見の投手の投球に対応する捕球力が求められることなどを挙げている。特にチームを知るということは1日24時間の中で選手としてのスキルそのものの向上に励みながら行うのはまず完璧にはできないとしている。また、一軍レベルの最低限の守備力を身に着けるのがハードルであるともしている。
日本プロ野球においては外国人捕手は非常に少ない。理由としては味方投手の好不調の把握やコミュニケーションのための言葉の壁、配球や野手のデータを覚えてスコアラーと対策を考えたり、捕手が司令塔、試合を作る日本での立ち位置が挙げられている。また、フリーエージェントによる他チームへの人材的流出や、日本人選手と比べてのチームへの忠誠度の違いからなるサイン漏洩のリスクも、日本プロ野球においてその数が少ない理由として指摘される。ただ、プロ野球リーグが創立した1936年から1960年頃までは、球種が少なく捕手とのサインが単純なもので済んだこと、打撃も当時のMLBのマイナーリーグレベルで十分日本球界に通用したことから外国人捕手が一定数確認されていた。
投手を除く全8ポジションの中で最も負担の大きいポジションなので、特にMLBでは正捕手にもシーズン中に休養日が必ずといって良いほど設けられる。例としてジェイソン・ケンドールは捕手として全試合出場という目標を持っていたがそれは現役中には叶わなかった。
また、捕手はチームの戦略を任されている一人といえることから、放出した場合、その捕手を獲得した団に手の内が明るみになってしまうことになるので相当な事情でもない限りは捕手の放出やトレードが行われることはまずないとされている。
MLBでは人種格差などの事情もあって、黒人の捕手は皆無に近い。事実、2018年の開幕戦に捕手として出場したのは全員が白人か中南米系の選手だった。

## 役割
捕手は投手の投球を捕球する以外にも、配球（主にNPB）、送球、牽制、ブロックおよびチームの守備全体を指揮する役割など、多岐にわたる様々な役割を要求されるポジションである。
以下分野ごとに詳述する。

### 捕球

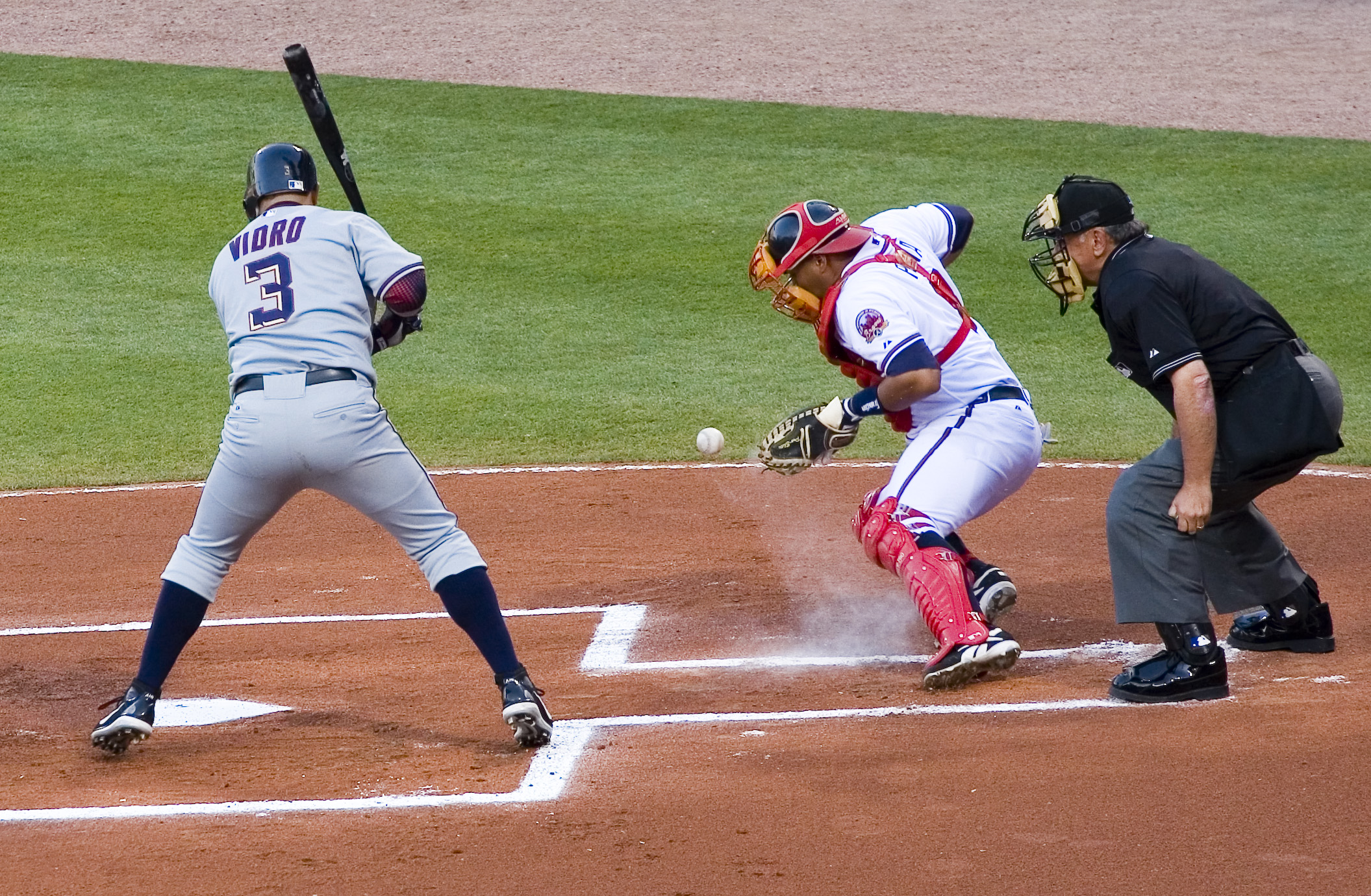
ワンバウンドした投球を身体で止める捕手。

捕手にとって最も重要な役割は投手の投球を捕球することである。プロの投手の高速のボールや変化球をミスなく捕球するためには各種の捕球技術が必要とされている。投手の投じる速球や変化球、時にはワンバウンドするものや暴投を正確に捕球できず、後逸 することが多いと投手や監督から信頼されにくく、走者がいる場合には、捕逸してしまうと相手に進塁や得点の機会を容易に与えてしまうからである。ワンバウンドなどの難しい球を捕球できない時にも、捕手は自分の体にボールを当ててでもボールを止め、後方へそらさないことが求められる。
このため特に捕球が難しいナックルボール投手が在籍するチームではこれを捕球する能力に長けた専属捕手が存在する場合もある。例えばボストン・レッドソックスではティム・ウェイクフィールドの先発登板する試合では、打撃に優れる正捕手のジェイソン・バリテックではなく、捕球に優れる控え捕手（ダグ・ミラベリ、ケビン・キャッシュ、ジョージ・コッタラス）が必ず先発出場していた。
捕球時には打者のスイングを妨害してはならず、ミットがバットに触れた場合は打撃妨害と判定され、打者の一塁への安全進塁権が与えられる。
ミットやグラブを手から外してボールに触れさせてはならないのと同様、キャッチャーマスクを頭から外してボールに故意に触れさせると捕手にボークが宣告され、安全進塁権が与えられる (公認野球規則5.06(b)(3)(E))が、2021年にカート・カサリにこの反則が適用された。
また、投球をミットで捕球した時の音（捕球音）を大きく響かせた方が投手は気分が良くなり、また捕球音が大きく響くと打者へ与える心理効果もあるため、できるだけ大きな「いい音」を立てて捕球することも、捕手に必要な捕球技術の一つとされている。
捕手の捕球に必要とされている身体的条件は、俊敏性と下半身の柔らかさなどである。低い投球を後逸しないように低く構えるためには下半身の柔らかさが必要であり、投手の投球がそれても捕手が構えた姿勢から左右や上下に動いて捕球したり、打者がファウルチップした打球を後方へ逸らさず直接捕球するには、俊敏なフットワークが必要である。プロ野球の捕手に求められる「下半身の柔らかさ」とは、身体的には、筋力、筋肉の伸縮性、および、腰・膝・足首の関節の柔軟性（関節の可動範囲の広さ）を指している。梨田昌孝は「うまいキャッチングは投手の力を引き出し、球審も味方につけられる」と自著に記している。捕手に最も必要とされる能力はこれらの捕球の能力・技術とされており、その他の能力（リード、肩、打撃など）が良くても、捕球に難がある捕手は、正捕手としては起用されないことが多い。

#### フレーミング
フレーミング（Catcher Framing）とは、ストライクゾーンギリギリの投球、いわゆる「際どいボール」を捕球動作や捕球体勢などを工夫することによって審判に「ストライク」と判定させる捕球技術である。盗塁阻止やブロッキングなど他の捕手の守備要素と比較しフレーミングは得点価値で大きな差が生まれるため、フレーミングは捕手の守備能力の中で最も重要なものといえる。

### リード
リードとは、捕手が一球ごとに投手にサインを送り、コースと球種を指示する行為である。
日本プロ野球（NPB）の場合は、チームの年間試合数144試合の半数以上はエース級ではなくチームの4番目以下の多数の投手が登板しているため、力量の比較的劣る投手が投げる試合（全試合数の半数以上）や投手が調子の悪い日 に試合に勝つためには、捕手が投手の力量・調子や試合の状況等を判断して投手をリードすることが重要とされている。
これは投手との共同作業であるため、捕手は投手から信頼されることが重要であり、捕手と投手（バッテリー）は互いに信頼関係を構築することが必要とされる。なおNPBでは最も息の合ったバッテリーを表彰する賞として最優秀バッテリー賞が制定されている。
特定の投手が先発するときに限り専属捕手として正捕手以外の捕手を先発出場させたり、投手交代の際に捕手をも交代する場合がある。そのように試合途中から出場する捕手を「リリーフキャッチャー」「抑え捕手」と呼ぶこともある。
対戦チームのデータを生かして捕手が投手の配球をリードする現在の形が確立されたのは、鶴岡一人が監督を務めた時代の南海ホークスである。鶴岡（当時の姓は山本）は1954年、プロ野球で初の先乗りスコアラーとして尾張久次を採用し、当時はメジャーリーグにも無かった世界初の「データ野球」を導入したことで知られている。
日本で初めて捕手のリードの重要性を一般に報道したのは報知新聞記者の宇佐美徹也であるとされている。宇佐美は1979 - 80年に野村克也のリードに着目して過去の記録を調べなおし、王貞治がオールスターゲームで野村克也が捕手を務めているときに限り、30打席連続無安打であったことに気付いて捕手のリードの重要性を再認識し、これを紙上で発表した。

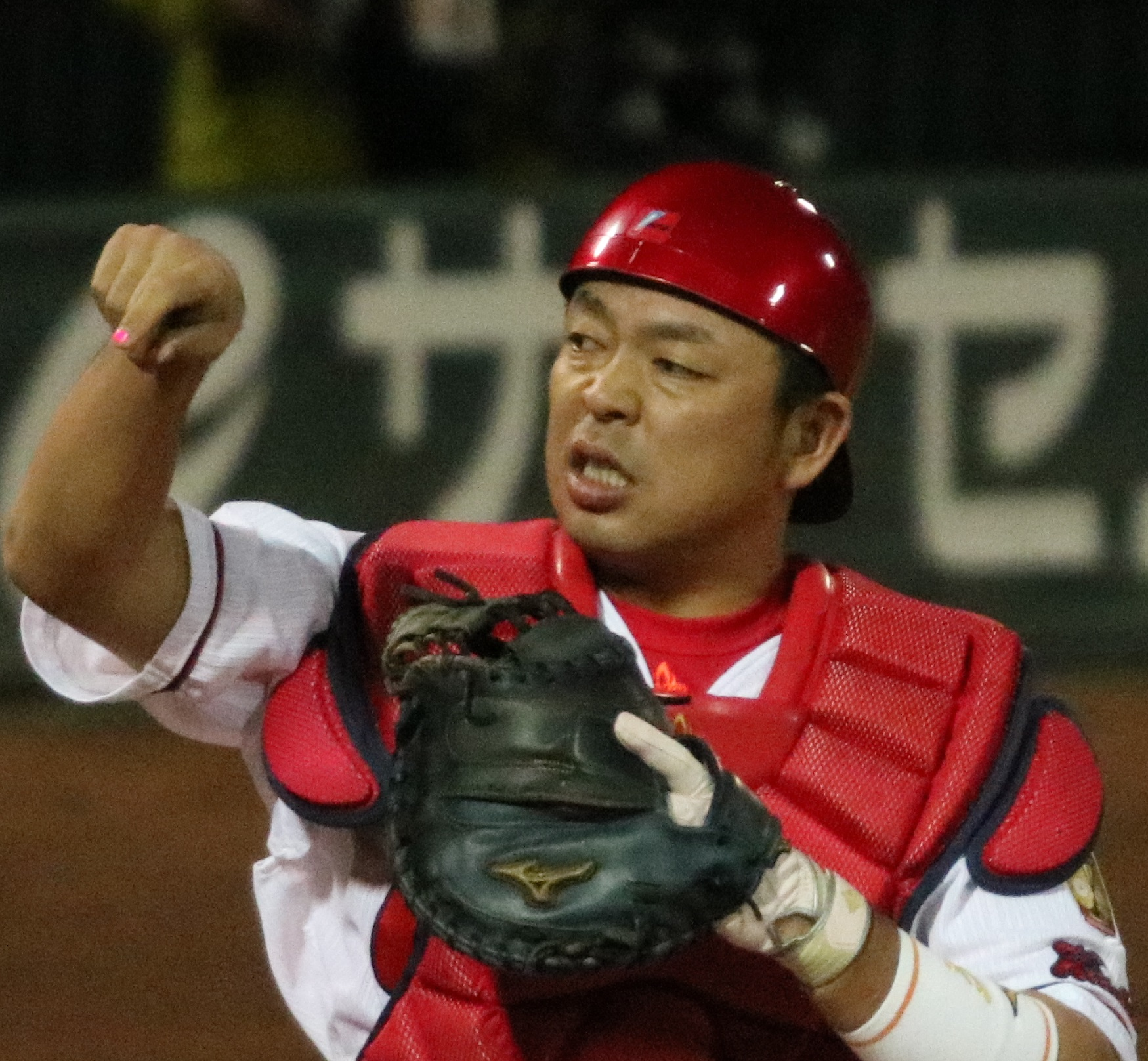
右手の指にマニキュアが塗られている石原慶幸(2017/10/22マツダスタジアム)

また近年では投手からサインやリードが見にくい事で見落としやサイン違いを防止するため、マニキュアを塗ったり爪にテーピングを貼る捕手も増えている
里崎はリードの優先順位を捕手において最下位に位置付けており、その重要性を否定している。その理由として「それって結局、試合に『勝つか負けるか』の結果論なんですよ。強いチームであれば、良いリードと評価され、チームが弱かったら、リードが悪いとなる。どれだけ勉強して、いい理屈を持っていても、勝てなければ評価されません。実は個人の能力評価でなくチームの能力評価なんです」と説明している。

#### リードの根拠
NPBでは、捕手による投手リードにおいて、通常、以下の3つの要素が重視されている。
1. 投げている投手に関すること：
  - 投手の力量の高低[37]
  - 投げられる変化球の種類や得手不得手[38]
  - コントロールの良し悪し[39]
  - 投手の性格（常に冷静なタイプか、打たれるとカッとしやすい性格か、ピンチでも強気な投手か、弱気になりやすい投手か、おだてて気分を乗せた方がよい投手か、叱責して気を引き締めた方がよい投手か、ペースに乗ってテンポよく投げたい投手か、じっくり落ち着いて投げることを好む投手かなど）[40]
  - 投手のその日の調子[41]
  - 投手の疲労度[42]
  - その局面での投手の心理状態[43]
  - 投手がある程度の割合でコントロールミスや失投をすることを想定した上で、たとえ打たれたとしても安打止まり、出来れば凡打にする配球[44]など
2. 相手の打者に関すること：
  - 相手の個々の打者の能力や特徴・傾向[45]
  - 打撃での癖[46]
  - 打者の性格[47]
  - 最近の打ち方の傾向[48][49]（これらの諸データは主に自チームのスコアラーから提供される）
  - 打者の心理[50]
  - 打者のその日の調子[51]、など
3. 試合の状況に関すること：
  - 点差やその時の走者の状況[52]
    - 同点または僅差で競っており1点もやれない状況か、大量リードしており1点や2点は取られてもよい状況か
    - 普通の試合か、完全試合やノーヒットノーランなどの記録成立が懸かっているか
    - 内野ゴロを打たせるべき状況[53][54][55]
    - ファウルを打たせたい状況[56][57][58]
    - 外野フライを打たれてはいけない状況[59][60]
    - 三振を取りたい状況[61]など

  - その打席での相手打者や相手ベンチの狙い
    - 相手が狙っている球種やコース[62]
    - 初球狙いかじっくり球を待ってくるか[63]
    - 打者が打とうと狙っている方向[64][65]
    - バント[66][67]・盗塁・ヒットエンドラン[66][68][69]・スクイズプレイ等の可能性の有無[70][71]など

  - 守っている味方の野手陣の守備力、足、肩 （どこへ打たせたいか、どこへ打たれたくないか）
  - 球場の条件
    - 球場の形状や特徴[72][73]
    - 屋外球場の場合は、天候・風向きと風の強さ[74][72][73]
    - デーゲームの場合は外野手の視線に入る太陽の位置[72]など
    - 自チームのサインやリードの癖を相手チームに読まれないこと[75]。投手が次に投げる球がストレートか変化球かわかっていれば、プロの一軍レベルの打者は打てる[76]からである。投手が良い投球をしているにもかかわらず連続して安打を打たれた場合には、捕手の配球（捕手が出すサイン）が相手チームに読まれている可能性を捕手が疑い、サインの出し方を捕手が変更することも少なくない[77][78][79]。

捕手は、これらの諸要素を総合的に判断して打者への攻め方（投球）を組み立て、一球ごとの配球を考え、その配球を投手へ指示すると共に、味方の野手に守備位置やサインプレー等を指示する。
捕手はこれらの役割を負っているため、プロレベルの捕手は、
1. 冷静さ：いかなる状況でも慌てたり短気にならない冷静さ・慎重さ[80]
2. 記憶力：スコアラーから提供されたデータや過去の対戦での配球とその結果などを記憶しておく記憶力[81]
3. 観察力：相手の打者・走者・ベンチの些細な動作などから相手チームの狙いやサインを見抜き[82]、投手の表情や動作などから投手の調子や疲労度[83][84]・心理状態などを察知する観察力[85]

などが重要とされている。
捕手によるリードは、中学校野球部の捕手が共通して監督から指導されるようなセオリーがあり、プロにおいてもリードのセオリーと考えられているものがある。捕手は、そのセオリーに個々の状況に応じて上記の様々な要素を加味して投手の投げる球種やコースを決めて投手に指示する。プロにおいては、名捕手と呼ばれる捕手のリードは必ずしもセオリー通りではない場合もあり個々の捕手によって独自のノウハウや個性もあるため「リードに絶対はない」とも言われているが、梨田昌孝は、「リードに絶対はないが、絶対に限りなく近いものはある」とし、それを追及していくためには、捕手は上記の様々な要素を常に観察して見抜く観察眼が重要であると自著に記している。
このように、捕手は野球の守備において投手および守備陣をリードしチームの失点を防ぐ重要な役割を担っているが、捕手に必要な能力の第一はキャッチングの能力・技術とされ、日本のプロ野球チームにおいては、まず第一に投手のどんな投球でも捕球でき後逸しないことが捕手の必須の条件とされ、それに次いでリードの能力が重要であるとされている。

#### CERA
指標としては、その捕手がマスクをかぶっている時の防御率、特に自軍のチーム防御率との比較するための捕手防御率（「CERA」、Catcher's ERA: Catcher's Earned Run Average）がある。
投手が同じでも、捕手が変わるとリードが変わり投手の投げる球種やコースが変わるため打たれ方が変わる。どんな球を投げても打者に打たれないような優れた投手が投げる場合には、捕手がきちんと捕球さえできれば、どんなリードをしても打者をアウトにできる可能性があるが、一方、エース級ではない投手（チームの投手の大多数）が投げる場合は、捕手が要求した通りのコース・球種・球速のボールを投手が投げたとしても、捕手が相手打者の狙いを読み誤り、或いは、捕手のリード（配球）が相手に読まれており、投球が打者の狙い通りの球であった場合、プロの打者は狙っている球が来た場合は打てるため、安打や本塁打を打たれる確率が上がり、失点や防御率へ影響する。このため、捕手としての防御率であるCERAは主に同一チームの複数の捕手のリードの良否の比較に用いられるが、同一捕手でもシーズンごとの上下動が大きい場合もある。「そもそも（暴投や捕逸、盗塁阻止数に比べれば）リードが投手のパフォーマンスに与える影響などごく些細なものに過ぎない」と断じるアナリストも中にはおり、見方が分かれている が、アメリカのスポーツメディアや三大放送局ネットワークのNBC、ABC/ESPNなどは、メジャーリーグの捕手の守備成績としてCERAの数値を一般的に公表している。（参照）
MLBでは投手の配球を投手自身または監督・コーチが判断して決めることが多い のに対して、NPBでは前述のように捕手が投球の球種やコースを判断して投手をリードするのが通常であり、特にプロ野球チームでは、打たれる責任は投手ではなく捕手の配球の責任としている監督やコーチが多い。
CERAおよびチーム防御率は、チームの投手陣の良否に左右されるが、一方、投手陣の防御成績も、捕手のリードの良否によって左右されるとの意見がある。

### フィールディング

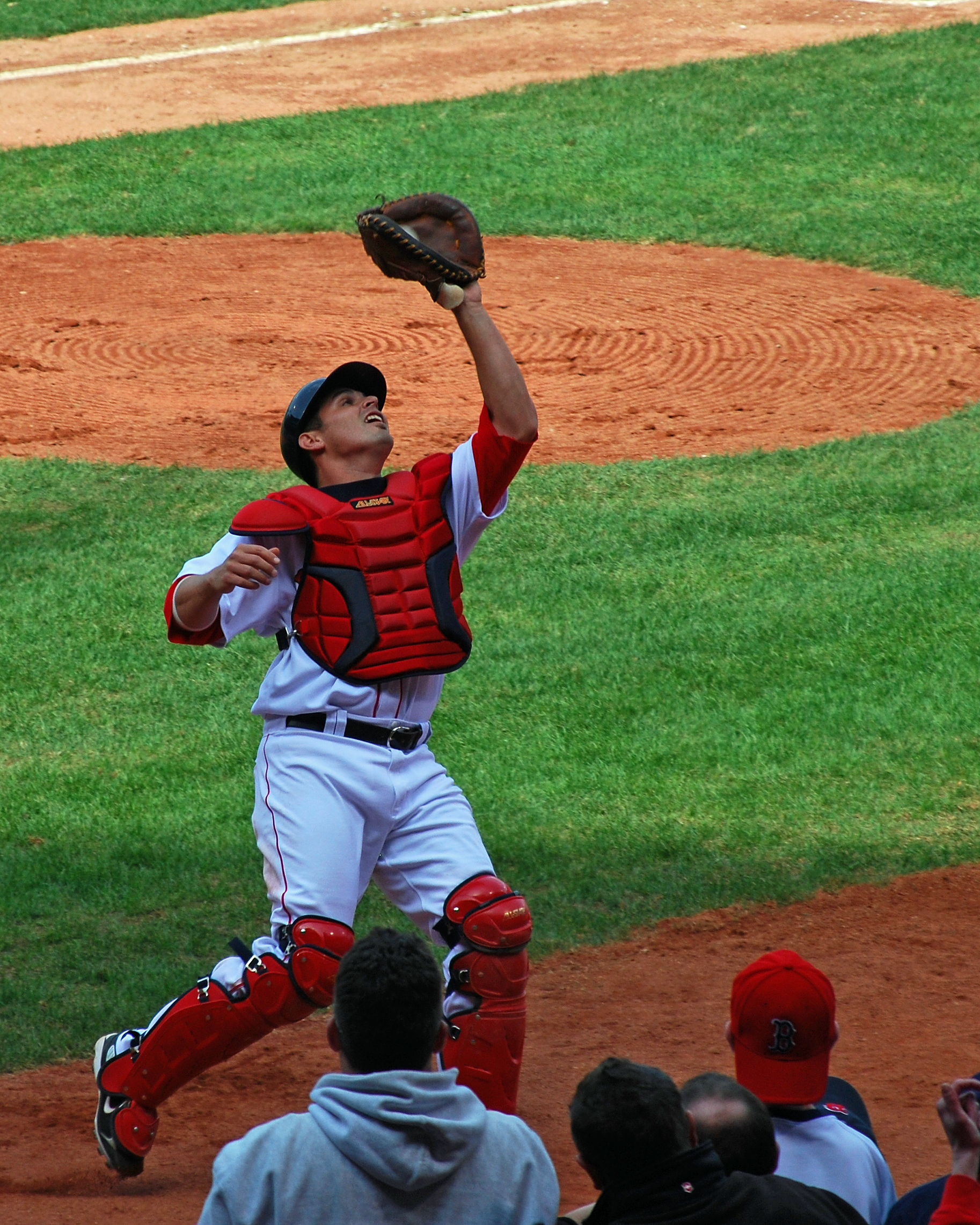
飛球を追うケビン・キャッシュ。

捕手の守備は、ただ座っているだけではなく、バントの処理やキャッチャーフライの捕球などがある。主に軟式野球の場合の捕手が飛球に対して、（軽い軟式球をはじかぬよう）上半身の前にミットを構えボールを抱え込むように捕球する方法を「ポケットキャッチ」という。役割は他に、走者がいない状況で相手打者が打った時は、味方の野手がエラーした場合に備えて一塁へベースカバー（バックアップ）に走らなければならない。相手打者が打った時に味方野手のバックアップに走る回数は捕手が最も多い。1試合に10本前後から多い場合には15本以上の内野ゴロがあり、その度に捕手は一塁へバックアップに走る。
また、状況に応じて三塁のベースカバーもあり、特に、打者がバントしたゴロを三塁手が処理する場合は、空いた三塁のベースカバーに捕手が走ることが多い。これらの他に、走者を挟んで挟殺するランダウンプレイにも捕手は参加する。このため捕手は、1試合に走る総距離が内野手を上回ることも多い。
捕手は、投手の全ての投球をリードして捕球するなど、チームの全選手の中でプレイへの関与数が最も多く、俊敏な動きを要求される頻度が選手の中で最も多いため、肉体面でもヘッドワークでも負担と責任の重い重労働のポジションと呼ばれている。

### 送球

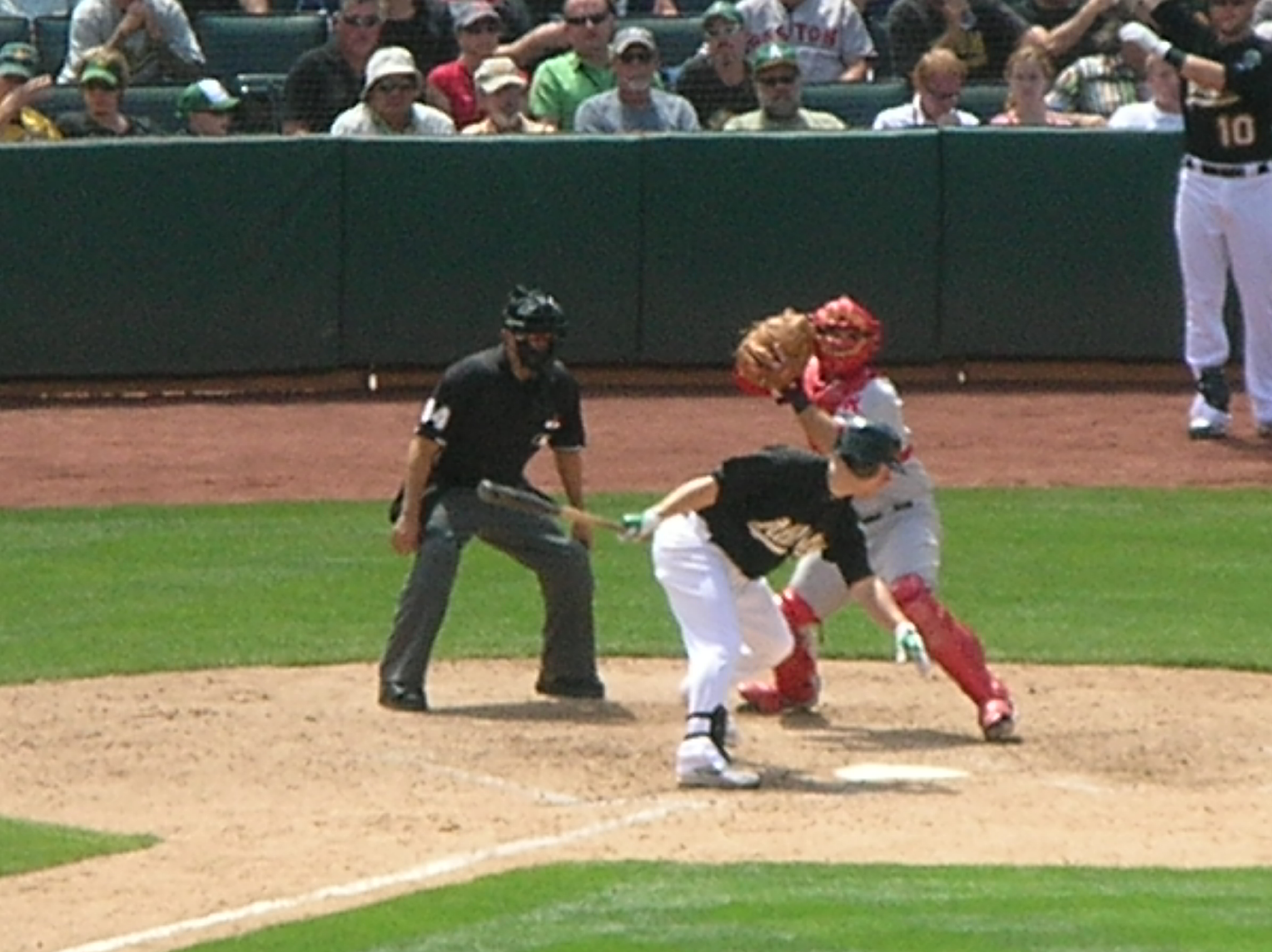
盗塁阻止のため送球する捕手（ダスティ・ブラウン）

走者が出た状況では、捕手は盗塁の阻止や走者の牽制などで素早い送球と送球技術が必要である。
捕手の盗塁阻止の成績を示す指標として盗塁阻止率があるが、盗塁の阻止には捕手の肩の強さよりも、投手の球を捕球してから二塁などへ送球する動作の素早さの方が重要であり、またプロ野球チームでは、盗塁の阻止には捕手よりも投手が投球動作を素早くするクイックモーションの方が重要視されている。
盗塁阻止の送球が内野手へ届く所要タイムの短縮には、捕手の送球そのものの球速（捕手の肩の強さ）や捕手の送球動作の素早さよりも、投手の投球動作を素早くする方がタイム短縮に効果があるためである。
「投手 → 捕手 → 二塁」への送球に要する時間は通常3.2秒 - 3.4秒であるのに対し、走者が一・二塁間27.43 mを走るタイムは通常3.6秒 - 3.8秒前後かかるため、投手・捕手・内野手が動作のタイムロスを無くせば、通常は、捕手の肩が平均レベルでも盗塁は阻止される。また、盗塁時に、走者は投手の投球動作の癖を盗んでスタートを切るため、投手が癖を盗まれないようにすることが極めて重要である。なお、投手によってかかった時間を除いた、捕手から二塁ベースまでの到達時間をポップタイムと呼ばれる。
このように、盗塁阻止は投手と捕手の共同作業であり、盗塁された場合には捕手よりも投手の責任の方が大きいとされている。
盗塁阻止での捕手の役割は、
1. 投手陣がクイックモーションを身に付けるよう指導すること。これは監督・コーチとも共同で行なう必要がある[116][117]。
2. 相手チームの盗塁の意図やサインを見抜くこと。
3. 投手に牽制球を投げさせ、内野手も走者を牽制する動作をするよう捕手からサインを出し、捕手自身も走者を牽制すること[109][118][119]。
4. 狙ったベース上の位置へ正確に送球するために、正確性を高める練習を重ねること。盗塁は、許しても直ちに失点には直結しない（盗塁されても後続の打者をアウトにすれば失点はしない）が、捕手が悪送球をすると相手走者に進塁され、失点を招くため、捕手の送球は肩の強さよりも正確性が重要視されている[120]。
5. 送球そのものの球速（捕手の肩の強さ）よりも、捕球から送球への動作を素早くする練習を重ねること。

などである。

### ブロック

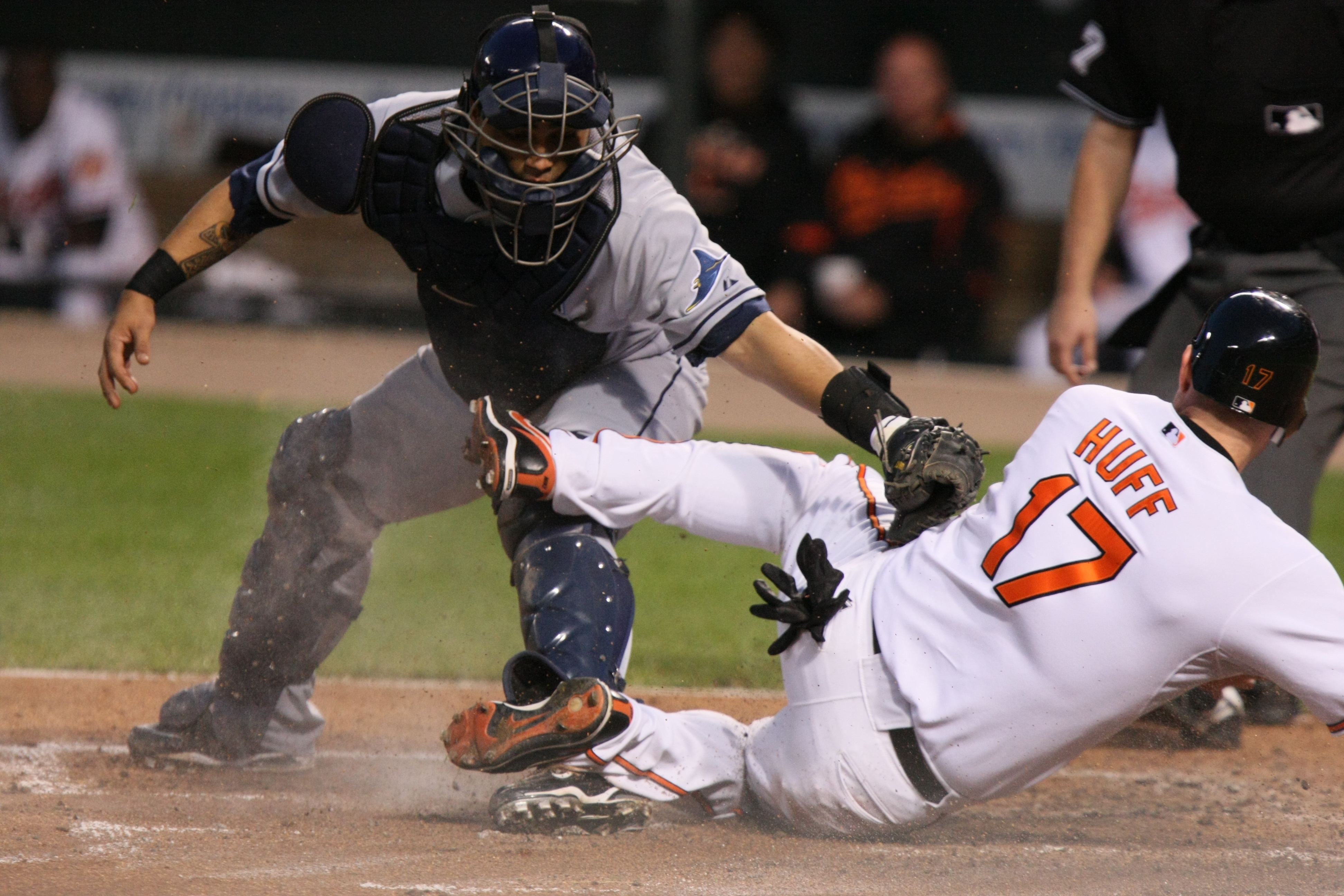
本塁上で走者をブロックする捕手（ディオナー・ナバーロ）

ブロックはコリジョンルールが導入されるまでに必要だった技術である。MLBで2015年に、NPBで2016年にこのルールが適用されてからは不要となった。
相手走者が三塁から本塁に生還しようとする時は、ダートサークルで捕手は本塁をブロックする技術が要求された。この時、走者が捕手へ激しく体当たりすることにより、捕手が負傷することがあった。
コリジョンルール導入前でも、ブロックを行う場合であっても、ボールを保持しているか、まさに送球を捕ろうとしているなどの状況でなければ、塁線に立って走者の進路を塞ぐことは許されなかった（公認野球規則 7・06（a）【付記】）。これに違反した場合は走塁妨害（オブストラクション）となる。なお、日本の高校野球においては、ボールを保持しているときしか塁線に位置することはできない。
時に行われるトリックプレーの一種として、三塁走者が本塁へ疾走して来る時に捕手が本塁上で構えず、立ち上がって外野からまだ返球が来ないような振りをして走者を油断させ、返球が来たと同時にタッグアウトにするプレーがある。これは、走者には外野からの返球が見えないレフト側から返球が来るケースなどに行われる。
逆に、右翼側からの返球を受けるケースでは、捕手には本塁へ走ってくる走者が見えにくく、捕手が体を左へひねり無理な姿勢でタッグしにいった所へ走者が突入して来るため大きな怪我が起きることもある。
大矢明彦は、怪我やミスは想定外のことが生じたケースで起きるため、本塁上のクロスプレーでは「いい返球は来ないと思え」と自著に記し、捕手は、俊敏なフットワーク、俊敏に走者にタッグする技術と共に、1点を争う切迫した状況でも、冷静な判断により想定外のことが起きても対応できるようにしておくことが必要であるとしている。

### 監督の分身として

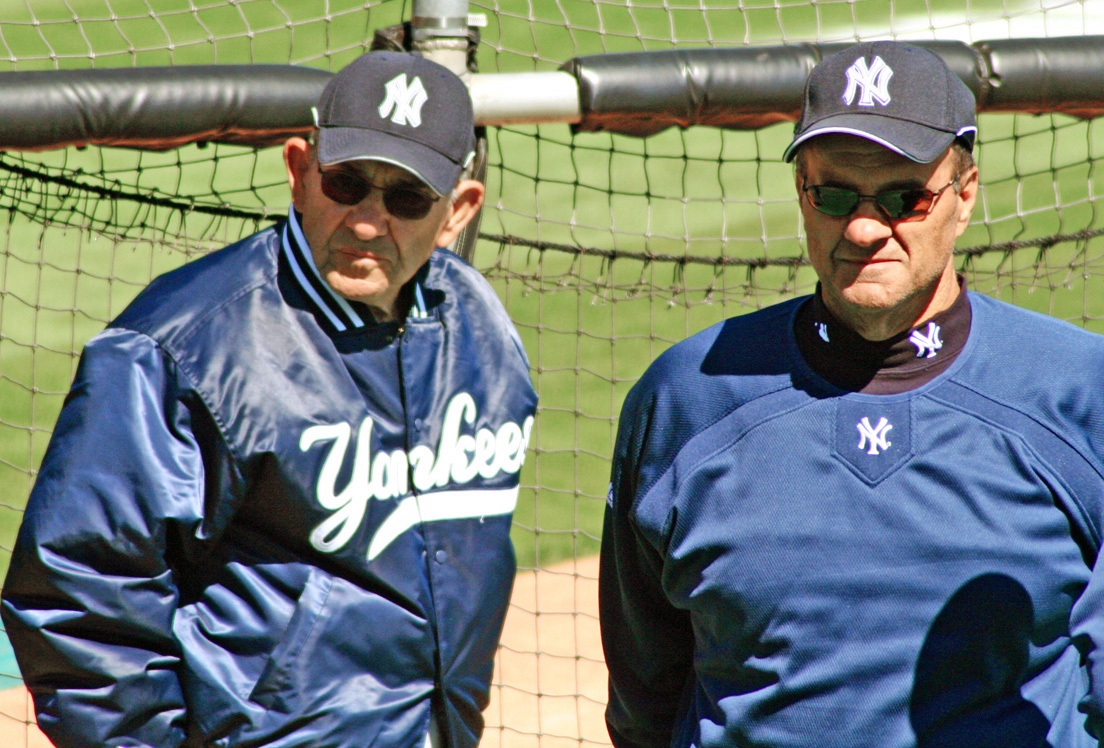
ヨギ・ベラ（左）とジョー・トーリ（右）は共に捕手出身であり、ワールドシリーズを制した監督である。

捕手は野球の守備位置の中で唯一投手に正対し、グラウンド全体を見渡すことが出来る場所に居る。そのためボールカウントやアウトカウント、得点差などを考慮し、打者の意図を見抜き、味方野手へシフトや送球先を指示する役割を担っている。守備陣を指揮しチームの守りに責任を持つ捕手のこの役割は、アメリカでは、「フィールドのキャプテン」 “a captain of the field” や「フィールド上のリーダー」 “a leader on the field” とも呼ばれ、日本では、「守りの要」、「グラウンド上の監督」とも呼ばれる。野村克也は捕手の役割と機能を評して「キャッチャーは監督の分身」と語っており、さらに捕手は監督の分身としての役割を担うことと、投手をリードすることを通して他者を動かす術を学ぶために、捕手出身者は野球監督に向くとしている。
実際にプロ野球の監督には捕手出身者が多い。
MLBでは、コニー・マック、ヨギ・ベラ、ジョー・トーリ、ジョー・ジラルディなど捕手出身者が極めて多く、2010年のシーズンにおいては、メジャーリーグ30球団の監督のうち12人が元捕手である。NPBでも、野村、上田利治、森祇晶などの多数の優勝経験を持つ監督が捕手出身であり、日本選手権シリーズの優勝監督（1950〜2010年）は、捕手出身の監督の優勝回数が最も多い。
捕手がチーム全体の守備を指揮し統率する現在の捕手の役割を日本に初めて導入し浸透させたのは、読売巨人軍の監督を務めた川上哲治である。川上は、1961年に巨人の監督に就任するに当たり、メジャーリーグのロサンゼルス・ドジャースの戦法を導入することを決意し、アル・キャンパニス著『ドジャースの戦法』（“The Dodgers’ Way to Play Baseball” 1954, 邦訳は内村裕之, 1955〜1957年ベースボールマガジン連載、1957年出版）をチームの教科書に使用し、サインプレーや守備の連係プレイを日本に初めて導入した。1959年から巨人の正捕手を務めていた森昌彦（森祇晶）も、川上の指示により同書を読まされ、同書にある、「捕手として絶対に必要な条件は、守備陣を指揮する能力」であり「捕手は全守備陣を引き締める重要なネジである」とする記述に、森は、「目からうろこ」の思いであり、「頭の中で音が鳴るほどの発想の大逆転が起こった」と後年述べている。同書を教科書として、巨人はドジャース戦法の練習を何年間も積み重ねて身に付けた。その後、川上監督・牧野茂ヘッドコーチを中心に正捕手・森を「司令塔」とする巨人は優勝を重ねて常勝チームとなり、巨人の圧倒的な強さの秘訣はドジャース戦法にあるとするスポーツ記事が増加したことにより、1960年代後半から他の各チームも巨人の戦法を参考にするようになったため、日本のプロ野球の捕手は、投手を含む守備陣全体の指揮官・司令塔の役割を担当するポジションとなっていった。
1960年代以降、NPBでは監督・コーチによるコーチ・ミーティングに、選手の中で捕手だけが参加し、対戦チームのデータの分析や、相手打者の攻略法と自チームの守備のフォーメーションなどの作戦の打合せに参画することが多い。「近代野球を考察すると、捕手とは、スピードへの欲求から頭脳的なプレーを余儀なくされ、必然的に進化を遂げたポジションだったことがわかる」と森は述べている。

### 打撃

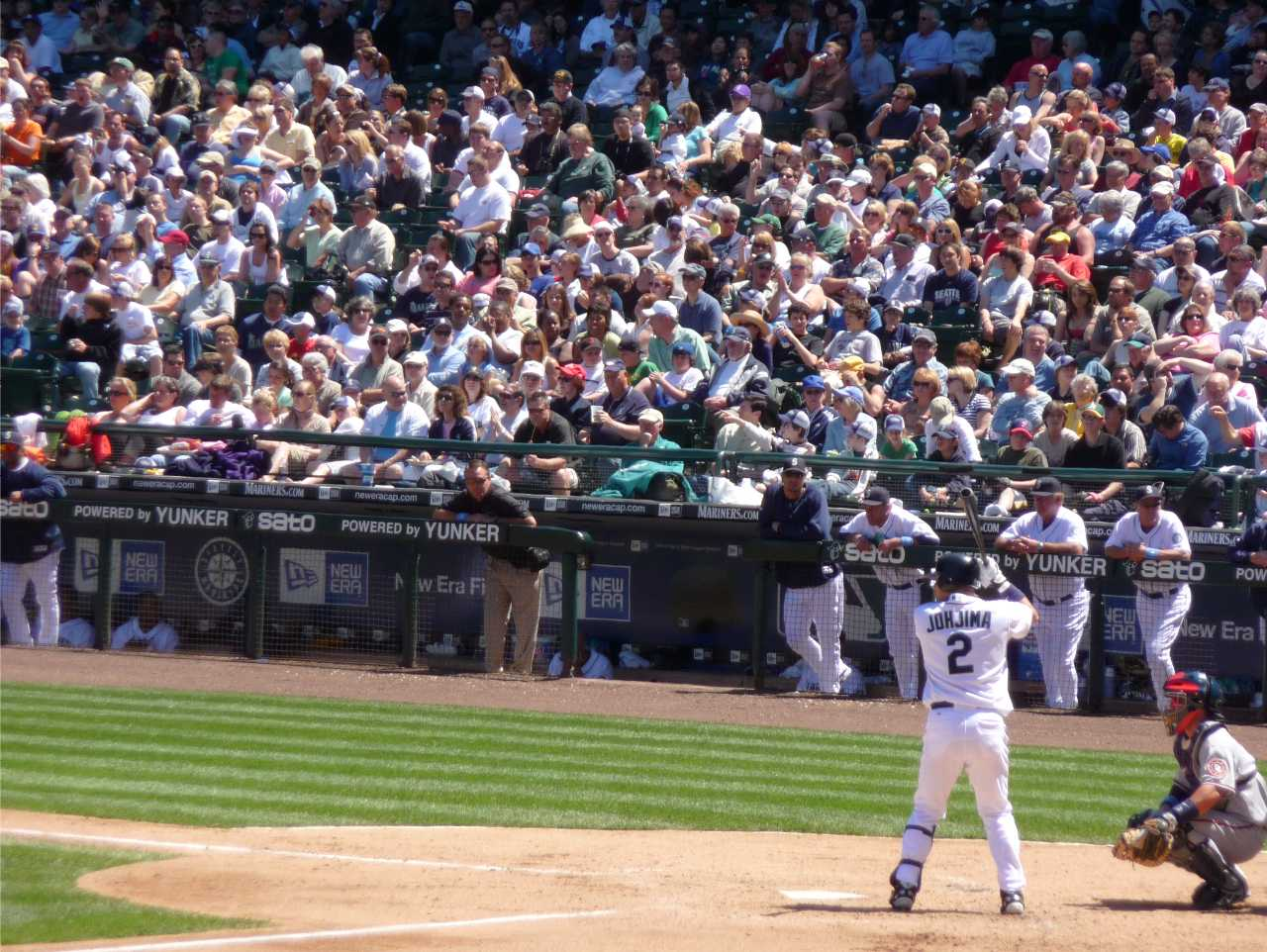
打席に立つ捕手（城島健司）

捕手は前述のとおり他の野手とは異なる守備技術が要求され、怪我の危険性も高いポジションであるため、比較的打撃力は重視されず、捕手は打撃よりも守りの役割および機能が重視される。攻撃時の捕手の打順は、指名打者制なしでは8番打者か7番打者であるケースが多く、指名打者制ありでは8番打者か9番打者か7番打者であるケースが多い。
三井康浩のコラムによると、捕手守備練習の量やブルペンでの用事などから捕手の打撃練習量が少なくなりがちで、結果的に「打てない捕手」が生まれるのも事実であるという。また三井は「打てない捕手」ほど自分の頭で描いたリードをそのまま打席に持ち込みがちだと分析しており、その点「打てる捕手」である阿部慎之助は細かく配球を読むような打撃はしないと引き合いに出している。
一方、里崎は元NPB捕手として、自分が監督であれば捕手はどういう基準で起用するかと記者に聞かれた際「捕って止めて投げる能力が一軍レベルなら、それ以上の守備力に関わらず打てるほうを使う」との意見を示していた。里崎は「キャッチャーはやることが多すぎて打撃練習の時間が取れないというのは迷信、キャッチャーだから打てないは言い訳」と「打てない捕手」と「捕手の仕事量」の関係性を否定している。キャンプなどでも全体練習が終われば打撃練習の時間は作れるし、試合前の練習の様子も見れば分かるように捕手だけ打撃練習の時間が少ないという事はないと主張しており、「じゃあピッチコムになったら(捕手がリードをする負担がなくなったら)打てるのか?」「来る球わかってても打てないのかもわからない」と皮肉も口にしている。
プロの野球において打撃3部門（首位打者・本塁打王・打点王）のタイトルを獲得する捕手は比較的少ない。アメリカ大リーグでは打撃タイトルを獲得した捕手は、アーニー・ロンバルディ、ジョニー・ベンチ、ジョー・マウアーなど数人であり、日本プロ野球においても、1936年の創設以降はバッキー・ハリス、服部受弘、野村克也、田淵幸一、古田敦也、阿部慎之助、森友哉のわずか7人のみである。なお、野村克也はNPBの捕手としては最多の657本塁打を放っている。
捕手が1番打者を務めるケースは極めて異例である。理由は俊足の捕手 が少ないためである。捕手の守備で俊足を要求される場面はほとんどなく、俊足である捕手はむしろ、その足や捕手で培った強肩を生かして外野手にコンバートする例が少なくない。関川浩一（捕手時代にも1番打者での出場あり）や飯田哲也がその例である。
打撃の良い（または守備力の低い）捕手はしばしばその能力を生かすために内野手・外野手を兼任したり、捕手以外のポジションにコンバートされる。捕球技術に長けた者や足が遅い者は一塁手や三塁手を、足が速い者や遠投能力に長けた者は外野手をプレーする例が少なくない。田淵幸一（西武移籍後）、吉永幸一郎、小笠原道大、和田一浩、山﨑武司、江藤智、北川博敏などは打撃力を買われ、プロ入り後に内野手・外野手に転向した（吉永はその後捕手登録に復帰）。また、チームに守備に秀でた控え捕手が居る場合や、投手交代の際バッテリーごと交代する場合、故障明けの出場など、一塁手や外野手など他の守備位置を兼任する捕手もいる。城島健司、阿部慎之助、髙橋信二、岡島豪郎などがその例である。特に阿部・髙橋は内野手として、岡島は外野手として選手登録された年度もあった。
また、攻撃時において攻撃が終わった後で捕手の守備位置に付く選手が打者や走者となっていない場合は、3アウトチェンジ後に早く守備に付けるためにチェストプロテクターやレガースといった装備を装着していることがある。ネクストバッターズサークルにいる場合は当該イニングで次に打席が回ってくるか3アウトチェンジになるかわからない場合はチェストプロテクターはせずにレガースのみのを装着していることがある。

### 正捕手の役割
このように、捕手は他の野手と異なり試合における役割・機能が極めて多岐に渡る。
前述のように、メジャーリーグでは、投手の配球を投手自身または監督・コーチが判断して決めることが多く捕手のリードはそれほど重要視されない傾向があるため、メジャーリーグの捕手は、キャッチング技術の他に、打撃力や肩の良さが重視される傾向があるのに対し、日本のプロ野球では、捕手が打者に対する配球を判断して投手と守備陣をリードし、チームの失点を防止するグラウンド上の守りの指揮者・責任者の役割を捕手が担当することが通常であり、打たれる責任は投手ではなく捕手の配球の責任としている監督やコーチが多いため、日本プロ野球の捕手は、打撃や肩よりもキャッチングおよびリードの良い捕手が正捕手に起用されるケースが多い。

## 用具
野球における捕手特有の用具としては、守備中にヘルメットを着用しなくてはならないが、ほかにはルール上の特段の定めはない。しかし、その特殊性から様々な保護具や他の野手とは異なる用具を着用している。ソフトボールでは着用しなければならない保護具類が、ソフトピッチ、スローピッチの別、男女の別等に場合分けして定められている。
マスク
ボールやバットから顔面を保護する。視認性の向上のために細い金属フレーム構造のものが主流であり、多くはスロートガード（喉の保護板）を装着して使用する（スロートガード一体型のものもある。装着しないこともあるが、使用が義務付けられている場合が多い）。少年野球ではポリカーボネート製のものもある。また硬式野球用と軟式野球用では軟式野球用のほうがフレームが狭く作られているが、これは変形しやすい軟式球がフレームをすり抜けるのを防ぐためである。
チェストプロテクター
胸部から腹部を保護する。肩保護パッドが付いているものも多く、鎖骨部まで広く保護するものもある。表皮は合成皮革が多いが、ナイロンなど他の合成繊維のものもある。クッション材にはウレタンなどが使われている。また固定バンドにはY字固定型と首かけストラップ型がある。
レガース
膝から下を保護する。保護部はポリカーボネート、可動部は合成繊維のものが多い。膝部の裏側には膝への負担を減らすためクッションが入れられている。ウレタン製が多い。
キャッチャーミット
投手の投球を捕球することに特化した造りになっている。ポケットは深く、ボールを包み込んで逃がさない構造であるが、その形状上ゴロの捕球には向かない。またボールやバット、ランナーとのクロスプレーの際に手を保護する造りになっている。
スパイクシューズ
通常は他の野手と同じものが使われるが、捕手用に特化したものもある。具体的には安定性向上のための底部や刃の変更、甲部の保護パッドなど。
捕手用ヘルメット
打者のバットやファウルチップの危険を回避するため、1988年より着用が義務付けられている。日本では1980年代初めから徐々に普及していった。
初期の頃には打者用のヘルメットを前後逆にして用いていたが、現在は多様なスタイルの捕手用ヘルメットが発売されている。いずれも守備の際のマスクの脱着の邪魔にならないような仕様になっており、日本では主として旧式の耳あてなしヘルメットに似た形状のものや、庇がなく後頭部が長い捕手専用ヘルメットが使用される。耳あて付きのものはリトルリーグを除き日本では一般的でないが、アメリカではアイスホッケー用のようなフェイスガードとヘルメットが一体となったものがよく普及しており、日本プロ野球でも阿部慎之助、日高剛、山下斐紹などの使用例がある。
ニーパッド
しゃがんだ姿勢で長時間いる事による負担を軽くするため、ふくらはぎの部分にクッションをつける例も見られる。レガースのバンド部分に取り付けて使う。日本プロ野球では古田敦也が怪我からの復帰後使用していた。
ファウルカップ
局部を守るため使われる。